# Псевдовипадкове перелаштування робочої частоти
Псевдовипадкове перелаштування робочої частоти (англ. Frequency Hopping Spectrum Spreading, FHSS) — це метод передачі радіосигналів з періодичною стрибкоподібною зміною частоти-носія посеред багатьох частот, що займають широкий спектральний діапазон. Зміни здійснюються за алгоритмом, відомим як передавачу, так і приймачу. ППРЧ використовується для уникнення перешкод, запобігання прослуховування та забезпечення зв’язку з множинним доступом із кодовим розділенням (CDMA).
Смуга частот поділена на менші піддіапазони. Сигнали швидко змінюють свої частоти-носії («стрибають») посеред центральних частот цих піддіапазонів у визначеному порядку. Перешкоди на певній частоті впливатимуть на сигнал лише протягом короткого інтервалу.
ППРЧ має чотири основні переваги перед передачею на фіксованій частоті:
1. Сигнали ППРЧ дуже стійкі до вузькосмугових перешкод, оскільки сигнал швидко переходить в інший діапазон частот.
2. Сигнали важко перехопити, якщо алгоритм стрибків частоти невідомий.
3. Глушіння також ускладнюється, якщо алгоритм невідомий; сигнал може бути заглушений лише на один період стрибкоподібної зміни, якщо послідовність переходу невідома.
4. Передачі з ППРЧ можуть спільно використовувати діапазон частот з багатьма типами звичайних передач з мінімальними взаємними перешкодами. Сигнали ППРЧ створюють мінімальні перешкоди для вузькосмугового зв’язку, і навпаки.

Вагомим внеском у створення цієї технології був винахід австрійсько-американської акторки та винахідниці Геді Ламар, котра разом з Джорджем Антейлом 11 серпня 1942 року отримала патент США «Секретна система зв'язку». Патент описує захищену систему зв'язку, сигнали якої стрибкоподібно розподіляються по каналах на різних частотах. Призначенням цієї системи було безперебійне наведення радіокерованої торпеди на ціль.
Стандарт IEEE 802.11 передбачає 79 можливих алгоритмів, до того ж тривалість посилання становить 20 мс.

## Дивись також
- Послідовність максимальної довжини
- Ортогональне частотне мультиплексування
- IEEE 802.11